# Belba prasadi
Belba prasadi är en kvalsterart som beskrevs av Bayartogtokh 2000. Belba prasadi ingår i släktet Belba och familjen Damaeidae. Inga underarter finns listade.